# Гагар'ївська сільська рада
Гага́р'ївська сільська рада (рос. Гагарьевский сельский совет) — сільське поселення у складі Юргамиського району Курганської області Росії.
Адміністративний центр — село Гагар'є.
Населення сільського поселення становить 637 осіб (2017; 720 у 2010, 986 у 2002).

## Склад
До складу сільського поселення входять:
| Населений пункт      | Населення, осіб (2002) | Населення, осіб (2010) |
| -------------------- | ---------------------- | ---------------------- |
| Гагар'є, село        | 709                    | 517                    |
| Кандаковка, присілок | -                      | 14                     |
| Норільне, село       | 277                    | 189                    |